# Università della Slesia
L'Università della Slesia (in polacco Uniwersytet Śląski, UŚ) è una università statale sita in varie località del Voivodato della Slesia, in Polonia (Katowice, Sosnowiec, Chorzów e Cieszyn). Non va confusa con l'Università Silesiana di Opava, nella vicina Repubblica Ceca (Slezská univerzita v Opavě).

## Struttura
L'università è organizzata nelle seguenti facoltà: 
- Belle arti e musica
- Biologia e protezione ambientale
- Etnologia e scienze dell'educazione
- Filologia
- Informatica e scienza dei materiali
- Legge e amministrazione
- Matematica, fisica e chimica
- Pedagogia e psicologia
- Radio e televisione
- Scienze della terra
- Scienze sociali
- Teologia